# Empore
Empore (af samme stamme som ”empor”, opad) betegner i den kirkelige arkitektur ethvert pulpitur eller galleri og særlig sideskibenes øvre etager i tredelte langhuskirker. Sideskibsemporer forekommer allerede i oldkristelige basilikaer, var meget almindelig i byzantinsk bygningskunst og brugtes ligeledes hyppigt i vesterlandenes romanske kirkearkitektur, hvor åbningerne fra sideskibene ind til midtskibet gerne formedes som tredelte triforier af den type, der kendes for eksempel fra domkirkerne i Lund, Viborg og Ribe. Middelalderens empore kan også være frit indbyggede uden organisk sammenhæng med kirkerummets komposition, og de kan findes for eksempel i bygningens vestende, både i domkirker og i klosterkirker (nonnekor) eller foran korsskæringen (se lectorium). Af disse sidste former udvikles de endnu i vore kirker så hyppige træpulpiturer, til sangkor, orgler eller siddepladser for menigheden.